# Dehmaine Assoumani
Dehmaine Tabibou Assoumani, né le 17 avril 2005 à Drancy (France), est un footballeur franco-comorien qui évolue au poste de milieu de terrain au FC Nantes.

## Biographie

### En club
Né à Drancy, Dehmaine Tabibou Assoumani commence le football au FC Bourget à l'âge de cinq ans. Il y évolue jusqu'à l'âge de dix ans avant de jouer pour le Blanc-Mesnil SF entre 2015 et 2019 tout en intégrant l'INF Clairfontaine en 2018. Après une année à Sarcelles, il s'engage en 2020 avec le FC Nantes.  
Il découvre l'équipe U19 du FC Nantes en 2022 lors d'un match de coupe Gambardella face à l'AS Vitré. Il est pleinement intégré à cette catégorie lors de la saison suivante, où il dispute vingt-trois rencontres de championnat National U19 et trois de Youth League. Il participe activement au sacre du FC Nantes en championnat U19, en étant performant lors des phases finales. Aussi, il découvre l'équipe réserve avec laquelle il dispute trois rencontres de National 2. Fin 2022, il signe son premier contrat professionnel avec le FC Nantes. 
Il est promu en équipe réserve dès le début de la saison 2023-2024, mais se fait principalement remarquer en Youth League, en participant au beau parcours du club nantais jusqu'en demi-finales. Il est notamment buteur lors du quart de finale remporté face au FC Copenhague (3-3, 8-7 aux t.a.b),. Le 20 janvier 2024, son entraîneur Jocelyn Gourvennec le convoque pour la première fois en professionnel lors d'une rencontre de Coupe de France face au Stade lavallois, mais il reste sur le banc. Le 15 septembre 2024, il découvre la Ligue 1 en entrant en jeu face au Stade de Reims.

### En sélection
Il est convoqué pour la première fois en équipe de France U18 en septembre 2022, dans le cadre d'un tournoi amical,. Sélectionné par Bernard Diomède, il dispute l'intégralité de la deuxième rencontre face à l'Ecosse (5-1). Au total, il joue sept rencontres avec les U18.
Il est ensuite appelé en moins de 19 ans lors d'un tournoi amical en Serbie en septembre 2023,. Il participe ensuite aux matchs de qualification pour l'Euro U19 2024 en Irlande du Nord, avant d'être sélectionné par Bernard Diomède pour participer au tournoi en juillet. Il est titulaire et passeur décisif lors de la première rencontre remportée par la France face à la Turquie (2-1). Il est ensuite buteur face au Danemark (4-2) et à nouveau passeur décisif lors du dernier match de groupe face à l'Espagne (2-2). Suspendu lors de la demi-finale gagnée face à l'Ukraine, il dispute la finale perdue face à l'Espagne (0-2).
En septembre 2024, il joue son premier match avec l'équipe de France U20 face à la Suisse.

## Statistiques
| Saison                | Club                  | Championnat           | Championnat | Championnat | Championnat | Coupe(s) nationale(s) | Coupe(s) nationale(s) | Coupe(s) nationale(s) | Total | Total | Total |
| Saison                | Club                  | Division              | M.          | B.          | P.d.        | M.                    | B.                    | P.d.                  | M.    | B.    | P.d.  |
| 2023-2024             | FC Nantes             | Ligue 1               | -           | -           | -           | -                     | -                     | -                     | 0     | 0     | 0     |
| 2024-2025             | FC Nantes             | Ligue 1               | 6           | 0           | 0           | 1                     | 0                     | 0                     | 7     | 0     | 0     |
| Total sur la carrière | Total sur la carrière | Total sur la carrière | 6           | 0           | 0           | 1                     | 0                     | 0                     | 7     | 0     | 0     |